# 柳谷清三郎
柳谷 清三郎（やなぎや せいざぶろう、1900年（明治33年）10月1日 - 1984年（昭和59年）3月19日）は、日本の政治家。衆議院議員（2期）。能代市長。

## 経歴
秋田県出身。1928年東京帝国大学法学部政治学科卒。能代港町学務課長、同助役を経て、1946年第3代能代市長に就任した。市長在任中は市民歌の制定、市役所、警察署などの建設、1949年には能代大火が起こり、その復興に力を入れた。市長は1955年まで務め、同年の第27回衆議院議員総選挙で秋田1区から日本民主党公認で立候補したが落選。次の第28回衆議院議員総選挙で自由民主党公認で立候補して初当選し、2期務める。1963年の第30回衆議院議員総選挙で落選。1967年に能代市長に再選された。その後、市長は2期8年務め、2度目の市長在任中の1974年に能代港が開港した。翌1975年に市長を退任。1984年死去。